# 网页浏览器

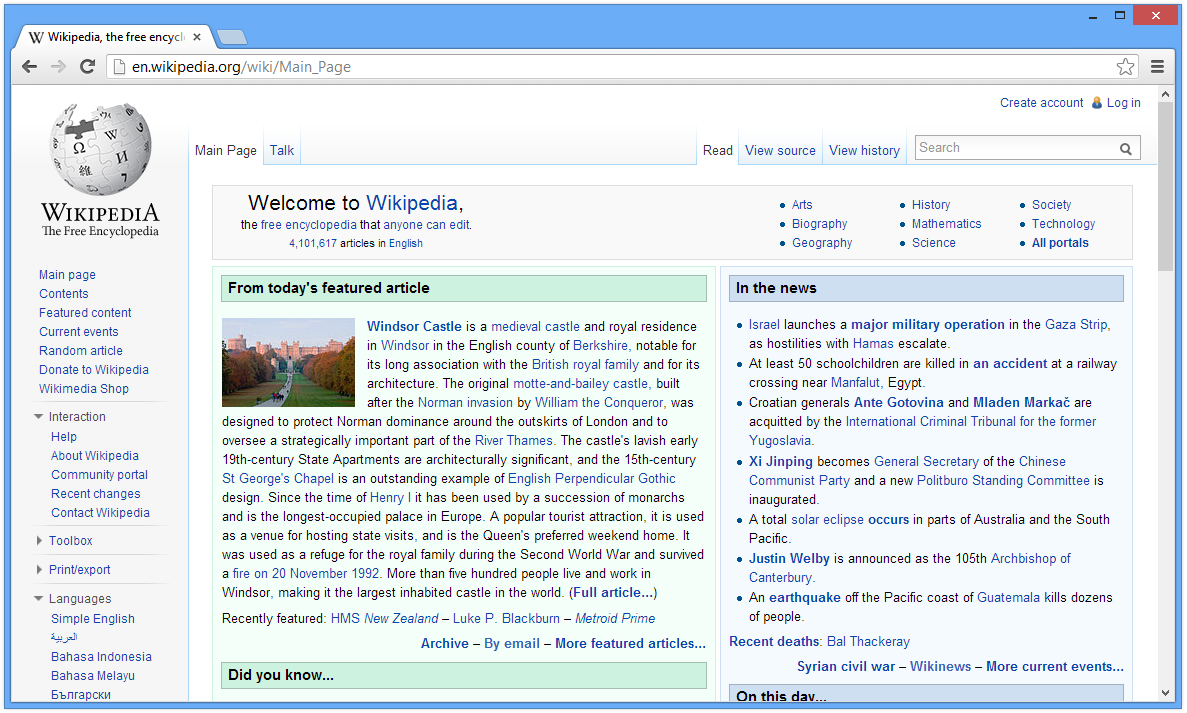
打开于维基百科页面的Chromium浏览器

網頁瀏覽器的使用分佈（資料來源：StatCounter）

網頁瀏覽器（英語：Web Browser，常简稱為瀏覽器）是一種用於檢索並展示全球資訊網資訊資源的應用程式。這些資訊資源可為網頁、圖片、影音或其他內容，它們由統一資源標誌符標识。資訊資源中的超連結可使使用者方便地瀏覽相關資訊。
網頁瀏覽器雖然主要用於使用全球資訊網，但也可用於獲取專用網絡中網頁伺服器之資訊或檔案系统內之檔案。
主流網頁瀏覽器有Mozilla Firefox、Microsoft Edge、Google Chrome、Opera及Safari。

## 歷史
提姆·柏內茲-李於1990年建立了第一個網頁瀏覽器WorldWideWeb。然後他僱用了妮可拉·佩洛編寫LMB瀏覽器，能在啞終端上顯示網頁。

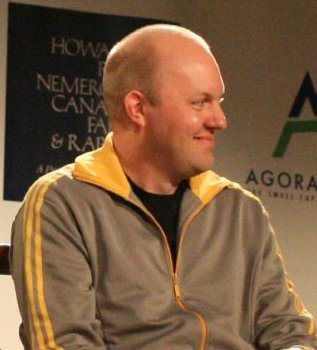
馬克·安德森，Netscape創造者

1993年，馬克·安德森釋出Mosaic——「世界上最流行的瀏覽器」，進一步推動了瀏覽器的創新，這使得全球資訊網更易於使用。安德森的瀏覽器引發了1990年代的網際網路熱潮。安德森是NCSA中Mosaic團隊的領導者，他不久後辭職並成立了自己的公司——Netscape，釋出了受Mosaic影響的Netscape Navigator。Netscape Navigator很快便成為世界上最流行的瀏覽器，市佔率一度達到90%。
作為應對，錯失了網際網路浪潮的微軟匆促購入了Spyglass公司的技術，釋出Internet Explorer。這引發了第一輪瀏覽器大戰。因捆綁於Windows，Internet Explorer於網頁瀏覽器市場取得了主導地位，其市佔率於2002年達到最高時超過95%。
1996年，Opera首次亮相。它從未被廣泛使用，據Net Applications統計，截至2002年2月，Opera市佔率一直低於2%。

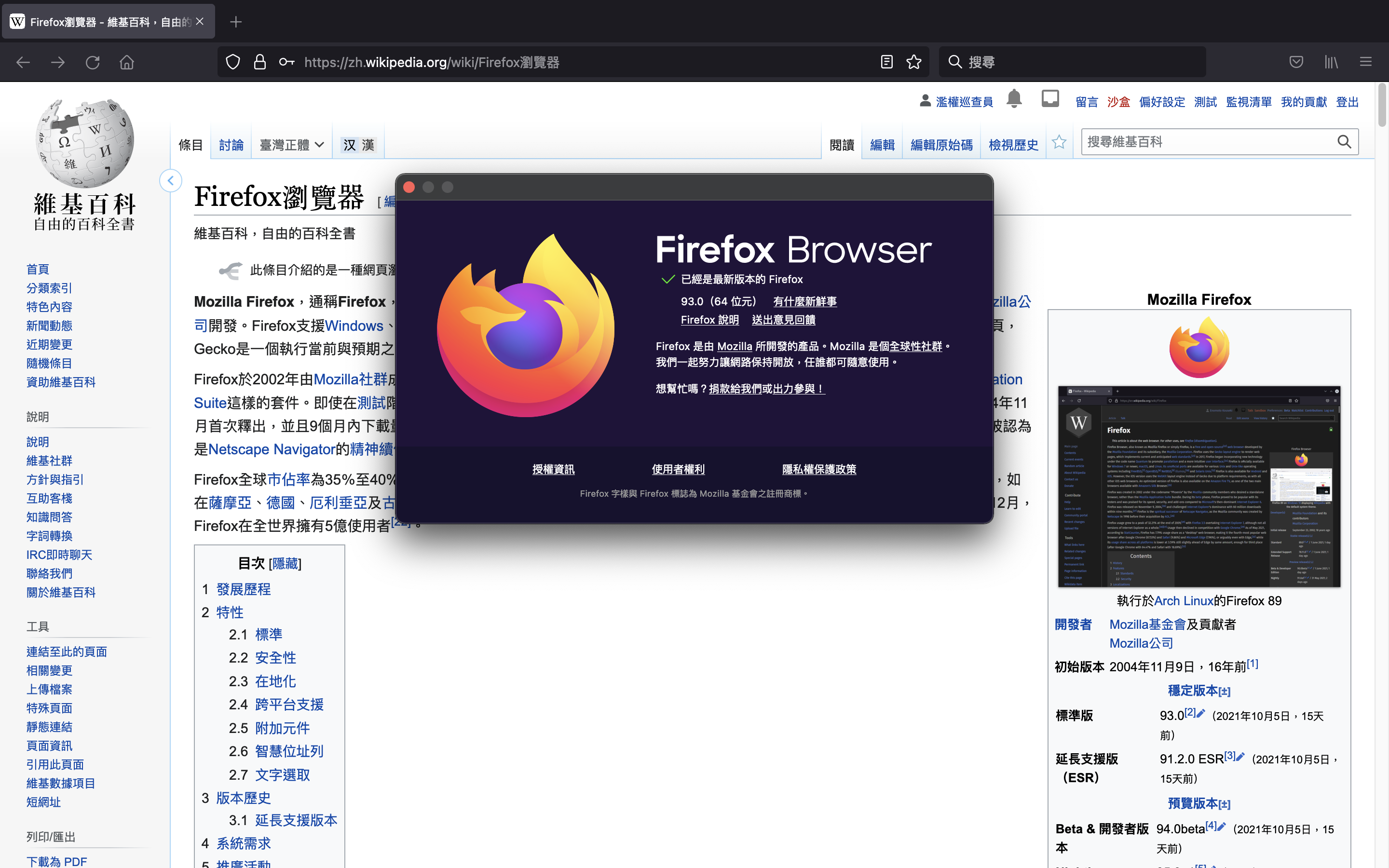
Firefox 93

1998年，Netscape公司以開放原始碼迎戰，創造了Mozilla Application Suite，但此舉未能挽回Netscape的市場佔有率。1998年底美國線上收購了Netscape公司。發展初期，Mozilla Application Suite計劃為了吸引開發者而掙扎；但至2002年，它已經發展成一個穩定而強大的網際網路套件。Mozilla Application Suite 1.0的出現被視為其里程碑。同年，衍生出Phoenix（後改名Firebird，最後又改為Firefox）。Firefox 1.0於2004年發表。及至2008年，Mozilla及其衍生產品約佔20%網路流量。

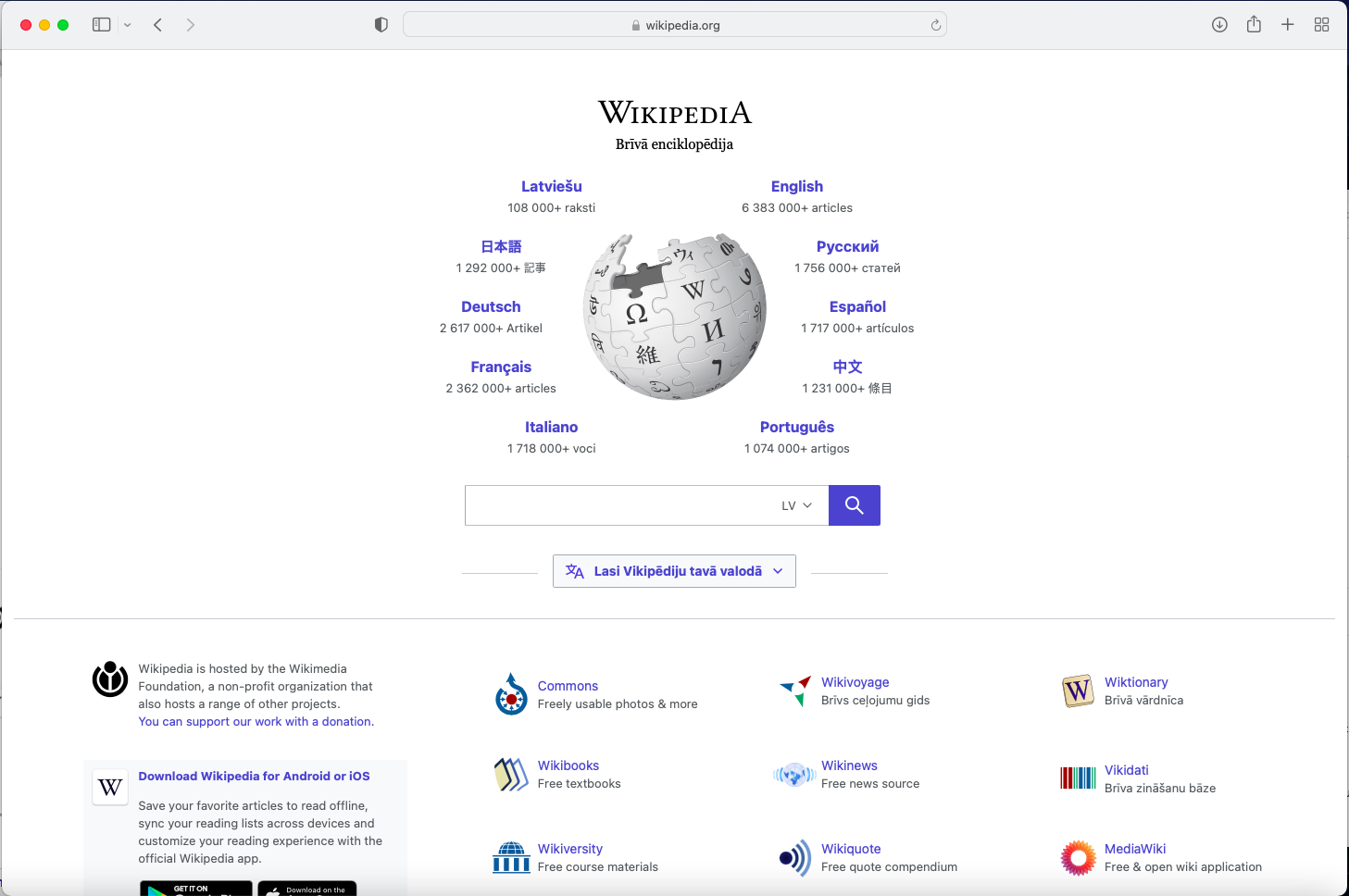
Safari 15.2 运行于macOS

縱然Macintosh電腦上的瀏覽器市場亦曾同樣被Internet Explorer和Firefox佔據，但蘋果電腦自行推出的Safari因內建於蘋果產品，尤其是iPad、iPhone等等，所以在蘋果產品大眾化的風潮中迅速擴張版圖。Safari是基於Konqueror這個開放原始碼瀏覽器的KHTML排版引擎而製成的。Safari是OS X的預設瀏覽器。
Google Chrome是一個由搜尋引擎龍頭Google開發的網頁瀏覽器。2012年5月，StatCounter調查報告中，稱Chrome的市場佔有率已經升至33%，超越Internet Explorer成為全球第一大瀏覽器。 NetMarketShare的統計，2016年5月，Chrome瀏覽器在全球的桌上型電腦市佔率正式坐上龍頭寶座了。

## 特點
目前有各式各樣的網頁瀏覽器。有的網頁瀏覽器使用純文字介面，它們僅支持HTML；有的網頁瀏覽器具有豐富多彩的使用者介面，並支援多種檔案格式及協議。那些透過元件而支援電子信件、新聞組及IRC的網頁瀏覽器，有時被称為「网路套件」（网络包），而不僅僅是「網頁瀏覽器」。
所有主流網頁瀏覽器都可透過多個窗口或多個分頁同時打開多種資訊資源，亦可攔截彈出式廣告，以防止不必要的窗口在未經使用者同意的情況下彈出。

### 使用者介面
大部分主流網頁瀏覽器的使用者介面皆有如下要素：
- 「上一頁」與「下一頁」按鈕。「上一頁」按鈕最初由泰德·尼爾森在布朗大學於 1967 年左右發明。[18][19]
- 「刷新」按鈕
- 「首頁」按鈕
- 多功能框：顯示與輸入统一资源定位符，如果输入的不是URL即可直接使用搜索引擎。
- 可顯示頁面原始碼

### 隱私與安全
大部分網頁瀏覽器皆支援超文本传输安全协议并主动提示HTTP网页不安全，且依靠無痕瀏覽自动清除Web快取、cookie及瀏覽記錄。
依靠部分的瀏覽器擴充功能可以防止广告联盟的追踪、阻挡Canvas等Web Api的指纹泄露等等。

### 可擴充性
瀏覽器擴充功能是一種擴充網頁瀏覽器功能的電腦程式。每個主流的網頁瀏覽器都支援擴充功能的開發。

## 市場份額
| \| 截至2024年5月，桌上型電腦瀏覽器的市場份額[22] \| 截至2024年5月，桌上型電腦瀏覽器的市場份額[22] \| 截至2024年5月，桌上型電腦瀏覽器的市場份額[22] \| 截至2024年5月，桌上型電腦瀏覽器的市場份額[22] \| 截至2024年5月，桌上型電腦瀏覽器的市場份額[22] \| \| --------------------------------------------- \| --------------------------------------------- \| --------------------------------------------- \| --------------------------------------------- \| --------------------------------------------- \| \| \| \| \| \| \| \| Google Chrome \| Google Chrome \| \| 74.21% \| 74.21% \| \| Microsoft Edge \| Microsoft Edge \| \| 13.71% \| 13.71% \| \| Firefox瀏覽器 \| Firefox瀏覽器 \| \| 4.83% \| 4.83% \| \| Safari \| Safari \| \| 3.26% \| 3.26% \| \| Yandex Browser \| Yandex Browser \| \| 0.90% \| 0.90% \| \| Opera電腦瀏覽器 \| Opera電腦瀏覽器 \| \| 0.78% \| 0.78% \| \| Internet Explorer \| Internet Explorer \| \| 0.74% \| 0.74% \| \| \| \| \| \| \| |                   |  |        |        |
| 截至2024年5月，桌上型電腦瀏覽器的市場份額 |                   |  |        |        |
| |                   |  |        |        |
| Google Chrome | Google Chrome     |  | 74.21% | 74.21% |
| Microsoft Edge | Microsoft Edge    |  | 13.71% | 13.71% |
| Firefox瀏覽器 | Firefox瀏覽器     |  | 4.83%  | 4.83%  |
| Safari | Safari            |  | 3.26%  | 3.26%  |
| Yandex Browser | Yandex Browser    |  | 0.90%  | 0.90%  |
| Opera電腦瀏覽器 | Opera電腦瀏覽器   |  | 0.78%  | 0.78%  |
| Internet Explorer | Internet Explorer |  | 0.74%  | 0.74%  |
| |                   |  |        |        |

## 外部連結
- 维基共享资源上的相關多媒體資源：网页浏览器